# نینا مانوچاریان
نینا نیکلایی مانوچاریان (ارمنی: Նինա Նիկոլայի Մանուչարյան؛ انگلیسی: Nina Manucharyan؛ ۵ فوریهٔ ۱۸۸۵ – ۳ سپتامبر ۱۹۷۲) یک بازیگر اهل ارمنستان بود. وی بین سال‌های ۱۹۲۵ تا ۱۹۳۵ میلادی فعالیت می‌کرد. مانوچاریان از نخستین هنرپیشگان سینمای ارمنستان بوده‌است.

## زندگی‌نامه
وی در (۱۷) ۵ فوریهٔ ۱۸۸۵ در تفلیس زاده شد . وی همچنین برندهٔ جوایزی همچون هنرمند مردمی ارمنستان شوروی شده‌است. وی در ۳ سپتامبر ۱۹۷۲ در سن ۸۷ سالگی در ایروان درگذشت.

## فیلمشناسی
از فیلم‌ها یا برنامه‌های تلویزیونی که وی در آن نقش داشته‌است می‌توان به آثار زیر اشاره کرد.
- ناموس (۱۹۲۵)
- شور و شورشور (۱۹۲۶)
- برده (۱۹۲۷)
- زاره (۱۹۲۷)
- روح شیطان[۱] (۱۹۲۷)
- آنوش (۱۹۳۱)
- هاروت (۱۹۳۳)
- پپو (۱۹۳۵)